# Xfera

Yoigo

Den spanska 3G-operatören Xfera är den fjärde operatören som beviljades en 3G-licens i Spanien, vilket skedde runt år 2000. Operatören har fram till 2006 inte haft någon egen infrastruktur.
I juni 2006 utökade TeliaSonera sin minoritetspost till nästa 80 %. Därefter har ett arbete påbörjats att bygga en egen infrastruktur genom en investering på ca. 10 miljarder SEK.
De tre största operatörerna på spanska telekommarknaden är 1. Movistar (Telefónica)
2. Vodafone (Vodafone)
3. Orange (Orange)